# Ponga (Asturies)
Ponga est une commune (concejo aux Asturies) située dans la communauté autonome des Asturies en Espagne. Elle est bordée au nord par la commune de Parres, au nord-ouest par la commune de Piloña, à l'est par la commune d'Amieva, à l'ouest par la commune de Caso, au sud par les communes léonaises de Burón et Maraña, et au sud-est par la commune d'Oseja de Sajambre.
D'une superficie de 205,98 km², elle est très peu peuplée, et ses principaux centres de population sont sa capitale, San Juan de Beleño (131 hab. en 2021), et Sobrefoz (78 hab. en 2020).
Elle accueille chaque année, le 13 mai, la fête du fromage de Los Beyos, et un concours visant à distinguer les meilleurs produits fromagers.

## Paroisses
Entièrement intégrée au parc naturel de Ponga, la commune est divisée en 9 paroisses civiles : 
- Abiegos
- Carangas
- Casielles
- Cazo
- San Ignacio
- San Juan de Beleño
- Sobrefoz
- Taranes
- Viego

## Galerie

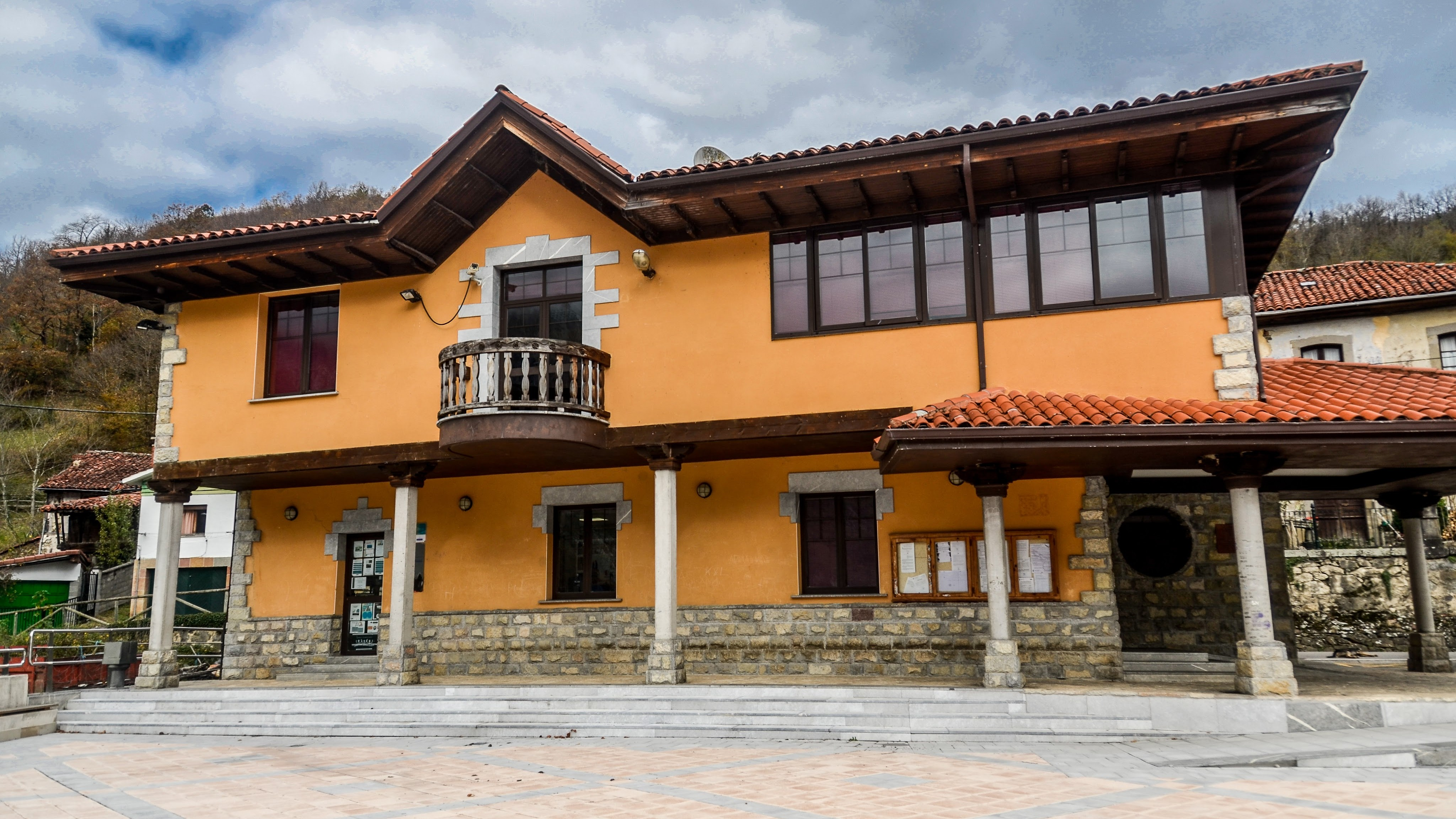
La mairie de Ponga.
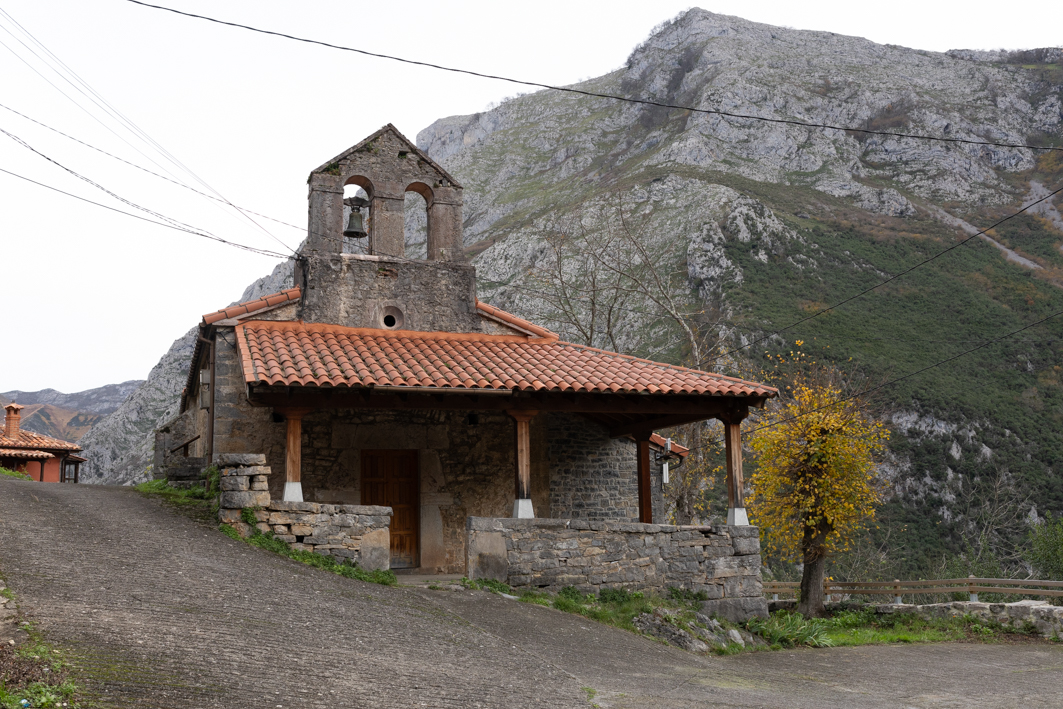
L'église Saint-Ignace de Los Beyos.
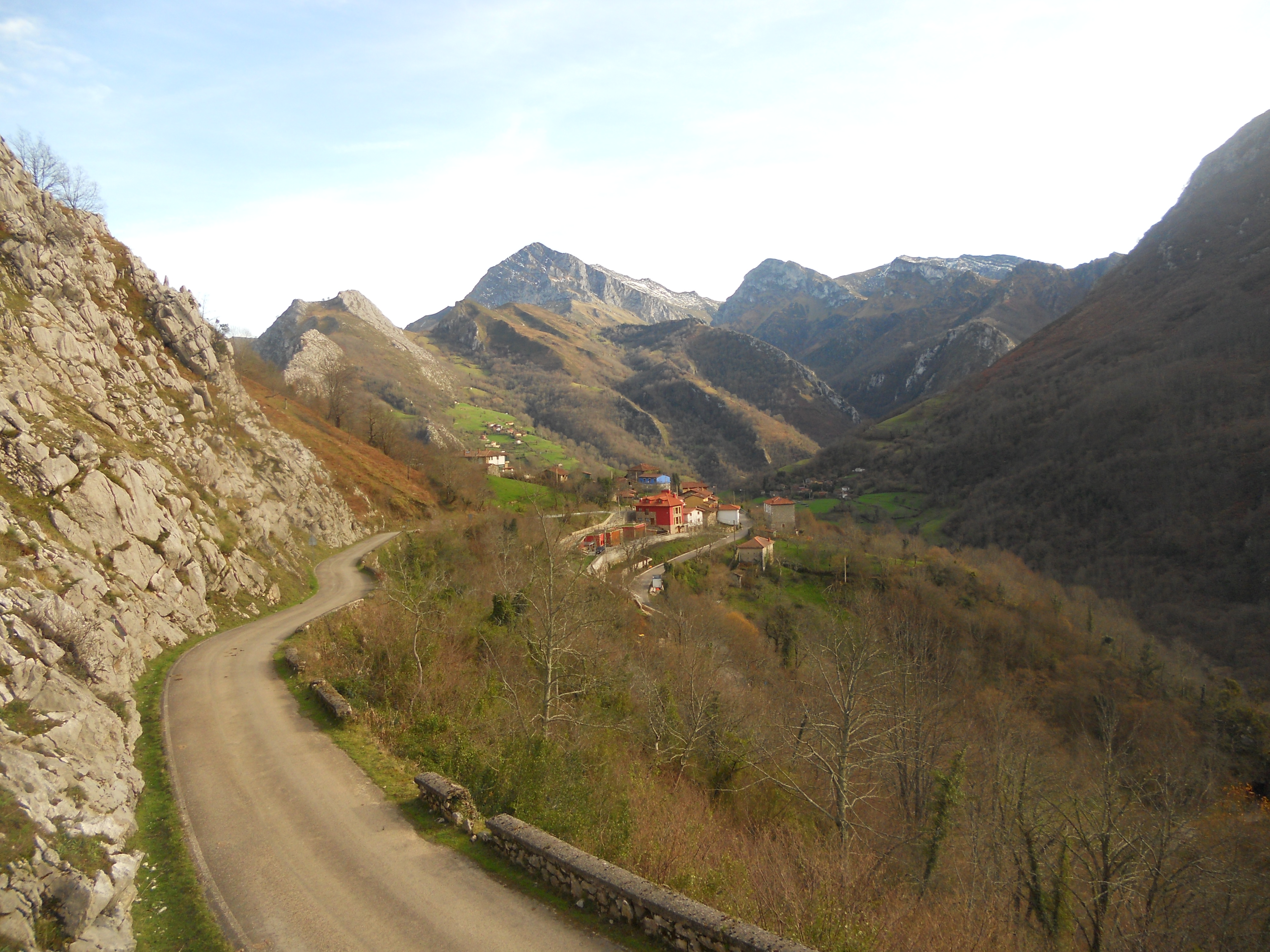
Cazo dans son environnement.
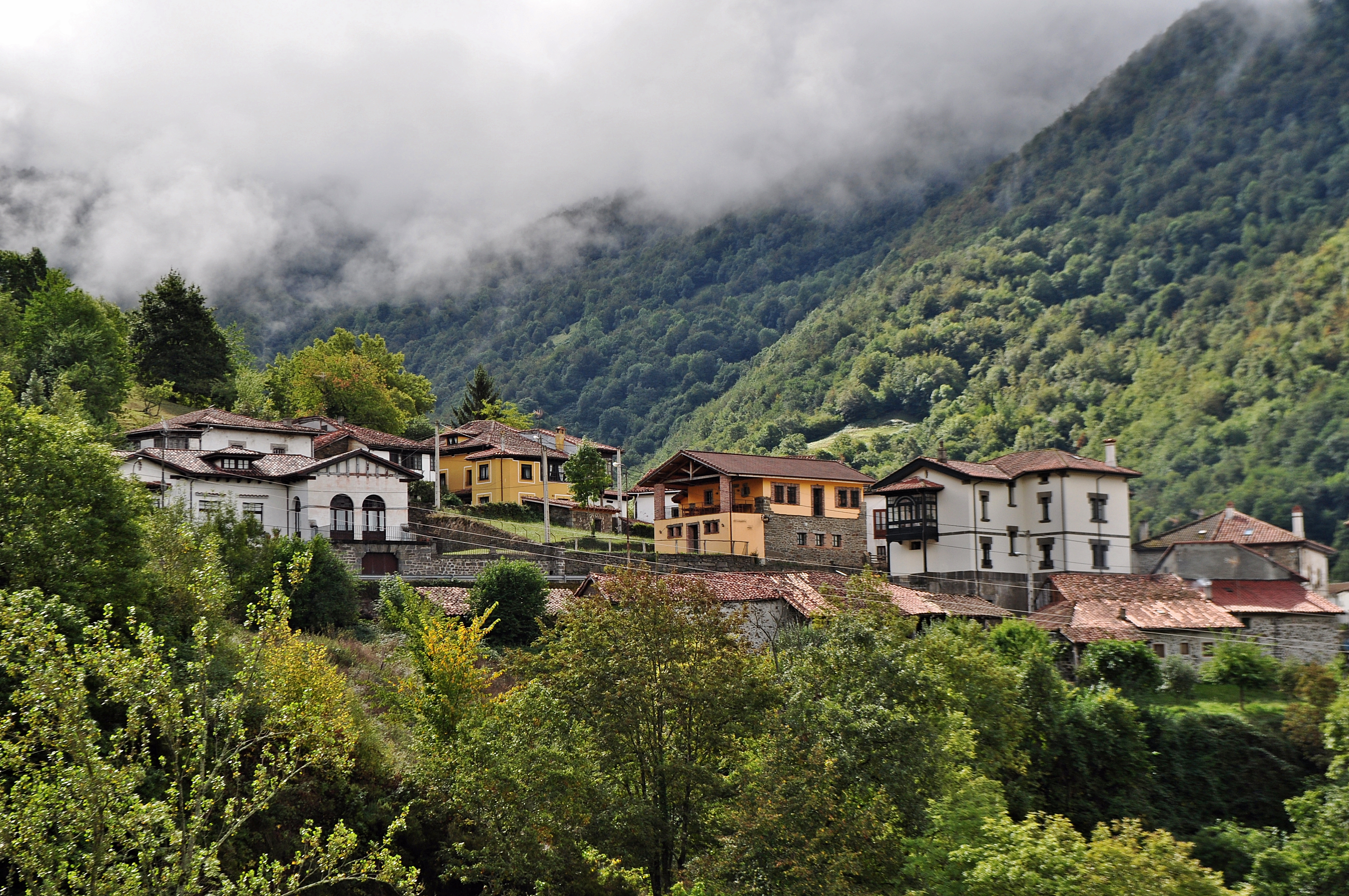
San Juan de Beleño.